# Jacques Levasseur de Néré
Pour les articles homonymes, voir Levasseur.
Jacques Levasseur de Néré (ou de Neré) est ingénieur militaire à Québec, en Nouvelle-France, de 1693 à 1712.
Il dirige à Québec la construction de l'enceinte qui porte aujourd'hui son nom. En tant qu'ingénieur du roi, il succède à Robert de Villeneuve, en poste de 1685 à 1693, et sera remplacé par Gaspard-Joseph Chaussegros de Léry, en poste de 1716 à 1756. On voit des constructions de cet ingénieur royal un peu partout sur le territoire de la Nouvelle-France.
Levasseur de Néré s'emploie à corriger les défauts qu'il a vus dans les plans de Berthelot de Beaucours pour la fortification de la ville de Québec.
En 1701, Vauban approuve le plan de fortification de la ville de Québec, mais les travaux ne commencent qu'en 1745.
Il était chevalier de Saint-Louis.

## Plans

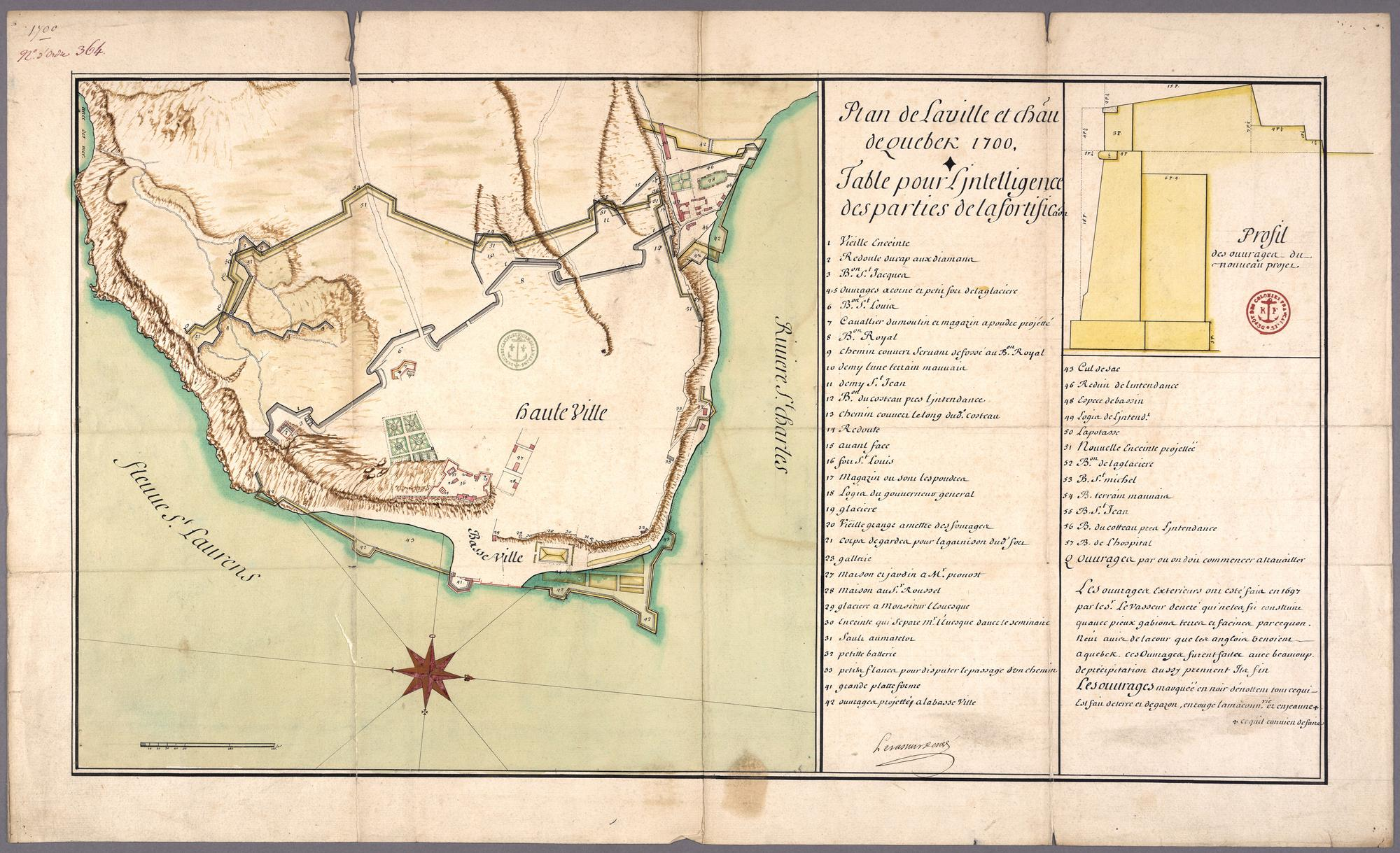
Plan de la ville et Château de Québec, 1700.
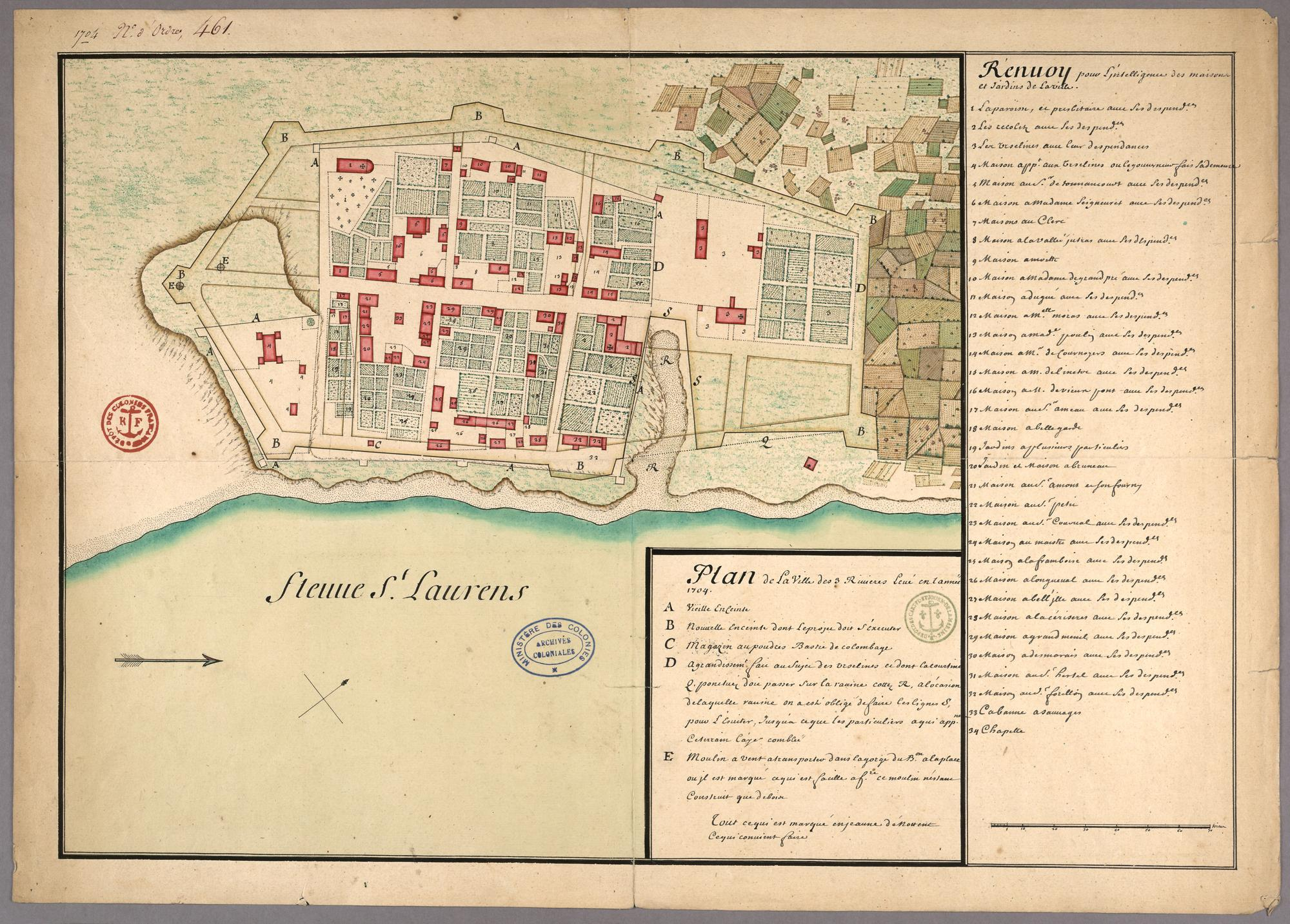
Plan de la ville des 3 Rivières levé en l'année 1704.
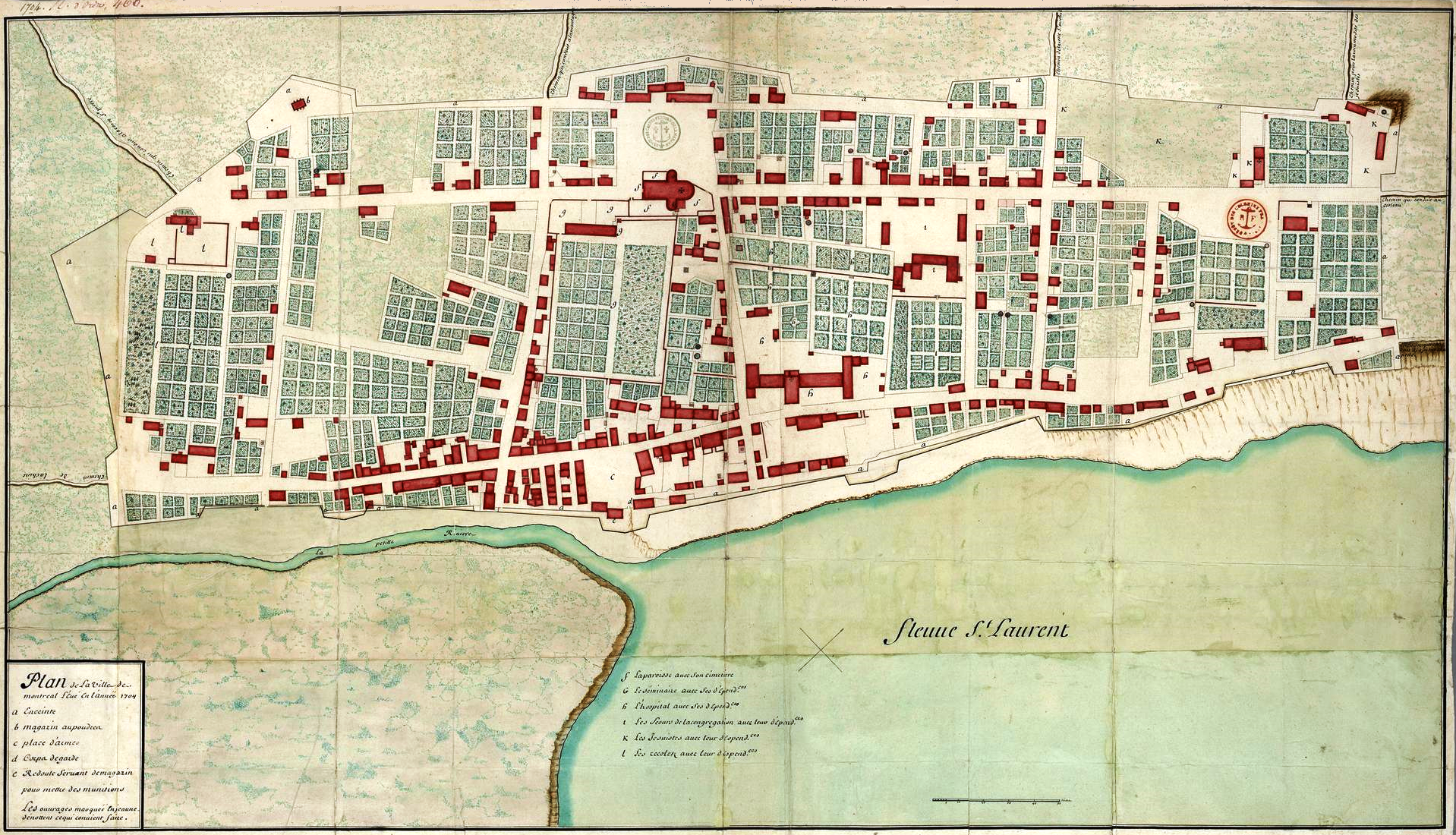
Plan de la ville de Montréal levé en l'année 1704.

### Liste de plans
- Liste de worldcat.org.